# Viaggio in paradiso
Viaggio in paradiso (Captain Stormfield's Visit to Heaven, 1909) è l'ultimo romanzo pubblicato da Mark Twain.
Consiste in un lungo racconto fantastico sulla vita ultraterrena vista attraverso gli occhi del capitano Eli Stormfield di San Francisco. È ispirato a una vera figura di marinaio, Edgar (Ned) Wakeman, che lo scrittore aveva conosciuto nel 1866 a bordo del piroscafo America e che effettivamente gli narrò una simile avventura.
Twain, però, non mise subito l'opera nero su bianco ma (stilando nel tempo numerosi abbozzi rimasti inediti) la tenne in sospeso fino agli ultimi anni di vita, quando dapprima ne pubblicò un "estratto" (sull'Harper's Magazine, in due riprese) e finalmente la diede alle stampe.
Viaggio in paradiso prende di mira il tradizionale immaginario religioso dell'aldilà, sovvertendone gli stereotipi. L'impianto satirico emerge più intensamente nella seconda parte: una sorta di appendice dedicata ad Andrew Langdon, zio della moglie di Twain, Olivia.

## Trama

### Prima parte: Visita del capitano Stormfield in paradiso
Il capitano Elias Stormfield di San Francisco (secondo il racconto che egli stesso fa al reverendo Peters) muore durante una traversata, alle 12,14 di un giorno di navigazione. Subito il suo spirito si libra in volo sopra l'oceano, alla velocità della luce, e in otto minuti raggiunge e attraversa il sole. Stormfield si rende conto di essere morto e, pur nella convinzione di star volando verso l'inferno, si gode la nuova condizione.
Di lì a poco al viaggio si uniscono nuove anime: via via si riunisce così una "flotta" sempre più numerosa che il capitano si prende la briga di "comandare" fino alla mèta. Attraverso le esperienze dei compagni di viaggio, Stormfield inizia a comprendere quanto la morte sia effettivamente una pena, e nient'affatto un sollievo. Un padre ebreo (a cui egli ha incautamente suggerito di essere diretti all'inferno), si dispera di non poter mai più rivedere sua figlia, morta bambina. Un innamorato suicida scopre con sgomento di essere stato riamato.
Lo spazio e il tempo sono naturalmente astronomici e la comitiva viaggia per molti anni, finché Stormfield, incuriosito da un'enorme cometa (in realtà una "nave" diabolica), devia leggermente dalla rotta per sfidarla in velocità. Sconfitto, torna sui propri passi. Ma la deviazione è stata fatale, e il capitano si ritrova nel paradiso sbagliato, dove affluiscono le anime di altri pianeti.
A fatica, gli addetti allo smistamento si ricordano del pianeta Terra (che essi chiamano però "Verruca"). Stormfield si sente a disagio, circondato com'è da individui d'aspetto alieno e privo dei tradizionali accessori: l'aureola, l'arpa, le ali. Viene pertanto rapidamente reindirizzato al paradiso di competenza, e qui rifornito del necessario.
Da questo momento il capitano sperimenta l'assurdità delle concezioni terrestri del paradiso. Gli oggetti che ha tanto desiderato servono a poco. Dopo una noiosissima giornata trascorsa a cantare sempre lo stesso motivo, il nuovo arrivato si rende conto dell'assurdità di proseguire in eterno. Non va meglio con le ali: esse non hanno alcuna utilità e provocano anzi una serie di grotteschi incidenti.
Stormfield fa allora la conoscenza di un vecchio angelo di nome Sandy McWilliams, che gli apre definitivamente gli occhi. L'armamentario è in realtà del tutto inutile: al massimo ha funzione ornamentale. Unicamente, viene fornito in risposta ai desideri di chi, per tutta la vita, si è immaginato in paradiso con l'aureola, l'arpa, le ali.
È però lo stesso concetto terrestre della beatitudine esce completamente stravolto. La vita eterna non è riposo, poiché l'ozio opprime, e tutti subito si accorgono di dover cercare un'occupazione. La felicità non è affatto assoluta: non c'è infatti alcuna felicità se non nel sollievo da una sofferenza; in paradiso esistono quindi dolori, seppur di breve durata.
In compenso, si può veder esaudito quasi ogni desiderio. È per questo, ad esempio, che i vecchi ottengono di ringiovanirsi. McWilliams, però, ha l'apparenza di un uomo anziano. Egli spiega che tornare giovani non è affatto una buona idea. Il divario esperienziale con i nuovi coetanei e l'impossibilità di qualsiasi dialogo con loro fanno sì che tutti, prima o poi, rinuncino all'effimero capriccio e tornino vecchi.
Come se non bastasse, in paradiso non c'è affatto uguaglianza. Il regno dei cieli è infatti una vera e propria monarchia, con tutti i suoi dislivelli sociali. I nobili (patriarchi e profeti) rarissimamente degnano gli inferiori. A causa della loro età immemorabile sono infatti troppo progrediti, ormai, per sopportare conversazioni banali. La loro fama inoltre li rende troppo ambìti: di conseguenza, non hanno tempo per accontentare tutti coloro che desiderano incontrarli. Al livello di questi nobili non si trovano, però, solo i profeti tradizionali. Perfetti sconosciuti a cui in vita è stata negata la possibilità di esprimere il loro talento assurgono al rango di profeti in paradiso.
A questa giusta compensazione fa da contraltare una grossolana ingiustizia: un semplice barista, convertitosi in extremis, viene ricevuto con tutti gli onori dai patriarchi Esaù e Mosè. Ciò dipende dal fatto che, nella concezione terrena, il peccatore pentito merita i riguardi maggiori: l'uomo, morendo, si aspettava quindi un simile trattamento. E, si sa, in paradiso nessun desiderio (se non sacrilego) deve mai restare deluso.

### Seconda parte: Lettera dell'angelo del protocollo
Allegato alla vicenda del capitano Stormfield, un documento burocratico, firmato dall'angelo del protocollo, è indirizzato ad Andrew Langdon. È una risposta alle preghiere rivolte dall'uomo, che è stato classificato a un basso livello di valore avendone perso molto da quarant'anni prima. Le richieste vengono distinte in preghiere pubbliche e suppliche segrete del cuore. Queste ultime prevalgono, pur essendo in realtà egoiste e cattive: richieste di profitto, auguri di morte, maledizioni. Langdon viene accontentato proprio perché di basso livello, a titolo di incoraggiamento. Non solo, ma ciò che glielo fa meritare è una "buona azione" assolutamente ridicola: ricchissimo, si è privato di soli quindici dollari in favore di una cugina vedova che gliene chiedeva cinquanta. Avaro com'è, il suo sacrificio viene infatti stimato più grande di un martirio. La lettera si conclude con il resoconto della commozione dei patriarchi, e l'anticipazione che anche Langdon, come il barista, sarà accolto in cielo con tutti gli onori.

## Edizioni italiane
- Mark Twain, Rapporto della visita di capitan Tempesta in paradiso, traduzione di Laura Babini, prefazione di Corrado Alvaro, Vecchioni, L'Aquila, 1926,  p. 113.
- Mark Twain, Relazione del viaggio di capitan Tempesta in Paradiso, a cura di Mario Casalino, Denti, Milano, 1945,  p. 130.
- Mark Twain, Viaggio in paradiso, traduzione di Maria Celletti Marzano, illustrazioni di Leo Longanesi, Longanesi & C., Milano, 1963,  p. 144.
- Mark Twain, Capitan Tempesta, Il ranocchio saltatore e altre storie, Guida, Napoli, 1984,  p. 225, ISBN 88-7042-893-1.
- Mark Twain, Viaggio in paradiso, a cura di Angelo e Stefania Manuali, Bastogi, Foggia, 1989,  p. 74.
- Mark Twain, Viaggio in paradiso, traduzione di Maria Celletti Marzano, Passigli, Firenze, 1990,  p. 93, ISBN 88-368-0676-7.
- Mark Twain, Rapporto della visita di capitan Tempesta in paradiso e altri racconti, a cura di Sergio Calderale e Clara Piccinini, Robin, Roma, 2009,  p. 157, ISBN 978-88-7371-480-4.
- Mark Twain, Appunti dal paradiso, traduzione di Angelita La Spada, Alia, Milano, 2009,  p. 153, ISBN 978-88-96321-02-7.
- Mark Twain, Il viaggio in paradiso del capitano Stormfield, traduzione di Paolo Ruggieri, Galaad, Giulianova, 2009,  p. 97, ISBN 978-88-95227-30-6.

- Mark Twain, Viaggio in paradiso, traduzione di Maria Celletti Marzano, introduzione di Michele Serra, La biblioteca di Repubblica, Roma, 2011,  p. 93.